# Allobates algorei
Allobates algorei es una especie de anfibio anuro de la familia Aromobatidae.

## Distribución geográfica
Esta especie es endémica del estado de Táchira en Venezuela. Habita desde los 400 a 1000 m de altitud.

## Etimología
Esta especie lleva el nombre en honor a Al Gore.

## Publicación original
- Barrio-Amoros & Santos, 2009 : Description of a new Allobates (Anura, Dendrobatidae) from the eastern Andean piedmont, Venezuela. Phyllomedusa, vol. 8, p. 89-104[3]